# Філіппо Мельї
Філіппо Мельї (італ. Filippo Megli, 10 травня 1997) — італійський плавець.
Учасник Олімпійських Ігор 2020 року.
Призер Чемпіонату Європи з водних видів спорту 2018, 2020 років.